# Kistholma
Kistholma är en ö i Finland. Den ligger i Skärgårdshavet och i kommunen Salo i den ekonomiska regionen  Salo i landskapet Egentliga Finland, i den sydvästra delen av landet. Ön ligger omkring 51 kilometer sydöst om Åbo och omkring 110 kilometer väster om Helsingfors.
Öns area är 1,5 hektar och dess största längd är 160 meter i nord-sydlig riktning.